# Mario Soldati
Mario Soldati (Turín, 17 de noviembre de 1906 - Tellaro (provincia de La Spezia), 19 de junio de 1999) fue un novelista, periodista y director de cine italiano. En 1954 ganó el Premio Strega por Lettere da Capri. Dirigió varias obras adaptadas de novelas y trabajó con destacadas actrices italianas, como Sophia Loren y Gina Lollobrigida. 

## Biografía
Natural de Turín, Soldati asistió al Liceo Sociale, un colegio jesuita, y terminó el bachillerato a los 17 años. Después estudió Humanidades en la Universidad de Turín. En aquella época, la Universidad era un hervidero de actividad intelectual y el joven Soldati conoció y entabló amistad con activistas y escritores de la talla de Carlo Levi y el periodista Giacomo Debenedetti, Cesare Pavese. Se formó frecuentando el mundo de escritores liberales y radicales que encabezaba Piero Gobetti (1901-1926), célebre escritor antifascista. Más tarde estudió Historia del Arte en la Universidad de Roma. Comenzó a publicar novelas en 1929. Alcanzó la mayor notoriedad con America primo amore, publicada en 1935, unas memorias sobre el tiempo que pasó enseñando en la Universidad de Columbia. Ganó premios literarios por su obra, entre los que destaca el Premio Strega por Lettere da Capri en 1954. 
También interesado por el cine, Soldati comenzó a dirigir en 1938. Sus películas más conocidas son Piccolo mondo antico (1941) y Malombra (1942), con Isa Miranda, ambas basadas en novelas de Antonio Fogazzaro. Estas dos películas pertenecen al movimiento de principios de la década de 1940 en el cine italiano conocido como caligrafismo. Otras películas populares fueron Eugenie Grandet, basada en la novela de Balzac, con Alida Valli; Fuga in Francia (1948); The River Girl (protagonizada por Sophia Loren), y La provinciale (protagonizada por Gina Lollobrigida). Soldati también publicó regularmente artículos en periódicos italianos, como Il Mondo, Il Corriere della Sera, La Stampa, Avanti, L'Unità e Il Giorno.
Soldati falleció en Lerici en 1999. Tenía 92 años.

## Literatura
Aparte de un drama en tres actos, Pilato (1924), puede decirse que la actividad literaria del autor comienza con los cuentos reconocidos ya de Salmace (1929), para proseguir con America, primo amore (1935), Ventiquattro ore in uno studio cinematográfico (1935), La verità sul caso Motta (1941), L’amico gesuita (1943), Fuga in Italia (1947), A cena col commendatore (1950) –que contiene una de sus más convincentes narraciones: La giacca verde (La chaqueta verde)–, y Cartas de Capri (1954). Con el conjunto de estas obras alcanzó gran notoriedad, y le fue concedido el Premio Strega. 
Siguieron La confessione (1955), que trata uno sus temas dominantes: cómo una obsesiva educación religiosa puede generar efectos contrarios a los que se propone. En El verdadero Silvestre (1957) pone de manifiesto la imposibilidad de comunicación anímica. I racconti, (1927-1947), de 1958, La messa dei villeggianti (1959) y Storie di spetri (1962) son el preludio de su más ambiciosa incursión en el terreno de la novela: Le due Città (1964). 
En cuentos y novelas posteriores confirmaría su habilidad para elaborar tramas extrañas, con toques de "suspense" irónico. Sus historias nacen del choque entre lo cotidiano y lo absurdo. Narradas con ritmo vivaz, llenas de fuertes contrastes y con unas invenciones morales y psicológicas más paradójicas. 
Fue muy alabado por Natalia Ginzburg, Cesare Garboli y Giorgio Bassani.

## Filmografía
Entre sus numerosas películas como director destacan Piccolo mondo antico y Malombra, basadas en las novelas de Antonio Fogazzaro, Le miserie de Monsù Travet, de la comedia de V. Bersezio, Eugenia Grandet, La provinciale, La donna del fiume y Policarpo ufficiale d'escrittura.
También participó con un cortometraje sobre Turín, en la película colectiva 12 registi por 12 città (12 directores para 12 ciudades) rodada en 1989, con motivo del Mundial de Fútbol de 1990, disputado en Italia.

## Premios y distinciones
Festival Internacional de Cine de Cannes
| Año  | Categoría     | Película                          | Resultado |
| ---- | ------------- | --------------------------------- | --------- |
| 1959 | Mejor comedia | Policarpo, ufficiale di scrittura | Ganadora  |

- 1954, Strega Prize for Lettere da Capri
- 2010, his 1950 film I'm in the Revue was shown as part of a retrospective on Italian comedy at the 67th Venice International Film Festival.[3]

## Obra literaria (parcial)
- Pilato, Torino, Sei, 1924. (tragedia in tre atti)
- Salmace, Novara, «La Libra», 1929 (sei novelle) 1928; Milano, Adelphi, 1993 (con una nota di Cesare Garboli).
- America primo amore, Firenze, Bemporad, 1935.
- 24 ore in uno studio cinematografico, firmato come Franco Pallavera, Milano, Corticelli, 1935.
- La verità sul caso Motta, su «Omnibus», 6 nn., aprile-giugno 1937; Milano, Rizzoli, 1941.
- L'amico gesuita, Milano-Roma, Rizzoli, 1943. (racconti)
- Fuga in Italia, Milano, Longanesi, 1947.
- A cena col commendatore, Milano, Longanesi, 1950.
- L'accalappiacani, Roma, Atlante, 1953.
- Le lettere da Capri, Milano, Garzanti, 1954; (Premio Strega).
- La confessione, Milano, Garzanti 1955.
- I racconti, Milano, Garzanti, 1957; I racconti 1927-1947, Milano, A. Mondadori, 1961.
- Il vero Silvestri, Milano, Garzanti, 1957.
- La messa dei villeggianti, Milano, A. Mondadori, 1959.
- Canzonette e viaggio televisivo, Milano, A. Mondadori, 1962. (poesie)
- Storie di spettri, Milano, A. Mondadori, 1962.
- Le due città, Milano, Garzanti, 1964.
- La busta arancione, Milano, A. Mondadori, 1966.
- I racconti del maresciallo, Milano, A. Mondadori, 1967.
- Fuori, Milano, A. Mondadori, 1968.
- L'attore, Milano, A. Mondadori 1970. Premio Campiello
- 55 novelle per l'inverno, Milano, A. Mondadori, 1971.
- Da spettatore, Milano, A. Mondadori, 1973.
- Un prato di papaveri. Diario 1947-1964, Milano, A. Mondadori, 1973.
- Lo smeraldo, Milano, A. Mondadori, 1974.
- Il polipo e i pirati, Milano, Emme, 1974. (fiaba illustrata)
- Lo specchio inclinato. Diario 1965-1971, Milano, A. Mondadori, 1975. Premio Bagutta
- La sposa americana, Milano, A. Mondadori, 1977. Premi Napoli
- Lettere di Mario Soldati. Dal 3-11-78 al 12-8-79, Milano, A. Mondadori, 1979.
- Addio diletta Amelia, Milano, A. Mondadori, 1979.
- 44 novelle per l'estate, Milano, A. Mondadori, 1979.
- L'incendio, Milano, A. Mondadori, 1981.
- La casa del perché, Milano, A. Mondadori, 1982.
- Nuovi racconti del maresciallo, Milano, Rizzoli, 1984. ISBN 88-17-66699-8.
- Sua maestà il Po, Milano, A. Mondadori, 1984.
- L'architetto, Milano, Rizzoli, 1985. ISBN 88-17-66701-3.
- El Paseo de Gracia, Milano, Rizzoli, 1987. ISBN 88-17-66703-X.
- Rami secchi, Milano, Rizzoli, 1989. ISBN 88-17-66700-5. (ritratti e ricordi)
- La finestra, Milano, Rizzoli, 1991. ISBN 88-17-66702-1.
- Opere

I, Racconti autobiografici, a cura di Cesare Garboli, Milano, Rizzoli, 1991. ISBN 88-17-66704-8.
II, Romanzi brevi, a cura di Cesare Garboli, Milano, Rizzoli, 1992. ISBN 88-17-66706-4.
- La giacca verde, Milano, Rizzoli, 1993. ISBN 88-17-66707-2.
- Le sere, Milano, Rizzoli, 1994. ISBN 88-17-66708-0.
- Tentazioni, Novara, Interlinea, 1996. ISBN 88-8212-102-X.
- Racconto di Natale, Vicenza, La locusta, 1998.
- Il padre degli orfani, Palermo, Sellerio, 2006. ISBN 88-389-2095-8.
- Cinematografo. Racconti, ritratti, poesie, polemiche, Palermo, Sellerio, 2006. ISBN 88-389-2112-1.
- Un sorso di Gattinara e altri racconti, Novara, Interlinea, 2006. ISBN 88-8212-564-5.
- Natale e satana e altri racconti, Novara, Interlinea, 2006. ISBN 88-8212-584-X.
- Romanzi, Milano, A. Mondadori, 2006. ISBN 88-04-51583-X.
- Romanzi brevi e racconti, Milano, Mondadori, 2009. ISBN 978-88-04-54465-4.
- Boccaccino, Milano, Aragno, 2009. ISBN 978-88-8419-411-4.
- La madre di Giuda, Pilato, Torino, Aragno, 2010. ISBN 978-88-8419-455-8.
- Il profumo del sigaro Toscano, Bologna, Ogni uomo e tutti gli uomini, 2010. ISBN 978-88-96691-17-5.
- America e altri amori. Diari e scritti di viaggio, Milano, A. Mondadori, 2011. ISBN 978-88-04-60479-2.
- Il berretto di cuoio e altri racconti, Milano, Il Sole 24 Ore, 2012.
- La mamma dei gatti, Milano, Beyle, 2013. ISBN 978-88-97608-47-9.

## Filmografía como director y guionista
- La principessa Tarakanova (1938)
- La signora di Montecarlo (1938)
- Due milioni per un sorriso (1939)
- Tutto per la donna (1939)
- Dora Nelson (1939)
- Piccolo mondo antico (1941)
- Tragica notte (1942)
- Malombra (1942)
- Chi è Dio (1945)
- Quartieri alti (1945)
- Le miserie del signor Travet (1946)
- Eugenia Grandet (1947)
- Daniele Cortis (1947)
- Fuga in Francia (1948)
- Quel bandito sono io (1950)
- Botta e risposta (1950)
- Donne e briganti (1950)
- È l'amor che mi rovina (1951)
- O.K. Nerone (1951)
- Il sogno di Zorro (1952)
- Le avventure di Mandrin (1952)
- I tre corsari (1952)
- Jolanda, la figlia del Corsaro Nero (1952)
- La provinciana (1953)
- Il ventaglino (1954)
- La mano dello straniero (1954)
- La dona del riu (1954)
- Era di venerdì 17 (1957)
- Italia piccola (1957)
- Policarpo, ufficiale di scrittura (1959)